# الرهينة المارق (فلم 2021)
الرهينة المارق (بالإنجليزية: Rogue Hostage) فيلم إثارة، وأكشن أمريكي لعام 2021  أخرجه جون كييس، وكتبه ميكي سوليس. الفيلم من بطولة تيريز جيبسون، وجون مالكوفيتش ومايكل جاي وايت، وتدور الأحداث حول أب أعزب، وجندي سابق في البحرية الأمريكية، يجد نفسه ومجموعة من العملاء الأبرياء محاصرين داخل متجر زوج والدته. أصدر الفيلم شركة ريد بوكس للترفيه، وشركة فرتيكال للترفيه في الولايات المتحدة في 11 يونيو 2021.

## طاقم التمثيل
تيريز جيبسون: في دور كايل سنودن
جون مالكوفيتش: في دور سام سافتي
مايكل جاي وايت: في دور سباركس
كريستوفر باكوس: في دور إيغان رايز
هولي تايلور: في دور ميكي
لونا لورين فيليز: في دور سانشاين
براندي برافو: في دور كلوف مارتينيز
زاني جونز مبايز: في دور آنجل سنودن
فدنا جاكيه: في دور رينيه
بالاشتراك مع: ليزلي ستراتون - ألكسندر فيشيلبويم - أدريان الفارادو - بروك كاريل - روهان جوربكساني - تشارلي سارة - براندي برافو - سوزانا هوفمان - ابراهام فاسكيز - كارلوس إس سانشيز.

## أحداث الفيلم
تدور أحداث الفيلم في ولاية ريفية بالولايات المتحدة، ويبدأ الفيلم بكابوس من ذكريات الماضي في ساحة المعركة يوقظ جندي البحرية السابق كايل سنودن (تيريز جيبسون). ترك كايل الخدمة، بعد هذا الحادث المخيف الذي يراوده، ويعمل في خدمات حماية الطفل، ومع ذلك، فقد تركته زوجته دون أسباب واضحة، وبالتالي فهو الوصي الوحيد على ابنته الصغرى، أنجيل.
تخطط مجموعة مارقة من المرتزقة لمهاجمة عضو الكونغرس سام نيلسون (جون مالكوفيتش). يشترك زعيم المجموعة، إيجان رايز (كريستوفر باكوس)، في عداوة شخصية مع أعضاء الكونجرس، حيث كان والده، لوثر، شريك في أعمال نيلسون، وتم إرساله إلى السجن لمدة 18 عامًا في قضية احتيال، ويعتقد إيجان أن نيلسون دمر حياة والده.
تهاجم المجموعة عضو الكونجرس في مطعمه، ويتصادف وجود كايل، وتدور المعركة في المطعم الصغير. يطلق كايل النار، وبطريق الخطأ يصيب شريكته، وكان الندم ثقيلًا، واستمر في تدهور عقله، وأصبح غير قادر على التقاط مسدس مرة أخرى. يوزع إيجان قنابله في المتجر، ولم يكن أمام كايل خيار آخر سوى أن يصبح جنديًا من مشاة البحرية.
تنتهي المعركة لصالح كايل، ويحاول نيلسون إقناع الضباط بأنه كان سطوًا مخططًا وليس عملًا إرهابيًا ليتم معاقبتهم مقابل أموال التأمين، ومع ذلك، فقد ذهبت جهوده بلا جدوى، وخسر جزءًا كبيرًا من ثروته، ولكن يتوصل كايل ونيلسون إلى السلام في النهاية، والذي كان أكثر أهمية من أموال المتجر.

## استقبال الفيلم
كتب تود جينيز على موقع بولت بروف: «الفيلم هو مفهوم جديد للفيلم الشهير داي هارد»، ومنح الفيلم تقدير (+C).
منح جيفري م.أندرسون على موقع «كومن سنس ميديا» الفيلم نجمتين من أصل خمسة نجوم.
كتب مارك دوجسيك على موقعه النقدي: «لا يمكن إنكار أنه فيلم سيئ، ولكن الأسوأ من ذلك، أنه يأخذ نفسه على محمل الجد. هذا سم نغمي لشيء رخيص بشكل صارخ (انفجار، على سبيل المثال، يتم توصيله من خلال سقوط بعض الصناديق الكرتونية، على الرغم من وجود بعض اللهب الرقمي لاحقًا)، لكي نكون منصفين، هو فيلم أحمق عن غير قصد»، ومنح الفيلم نصف نجمة من أصل أربعة نجوم.
كتب موقع موفيز أند مانيا: «المتوسط هو الكلمة الأولى التي تتبادر إلى الذهن مع هذا الفيلم، خيبة أمل كبيرة بالنسبة لي. يمكن لصناع الفيلم أن يقدموا ما هو أفضل».

## روابط خارجية
- الرهينة المارق على موقع IMDb (الإنجليزية)
- الرهينة المارق على موقع ميتاكريتيك (الإنجليزية)
- الرهينة المارق على موقع روتن توميتوز (الإنجليزية)
- الرهينة المارق على موقع أول موفي (الإنجليزية)
- الرهينة المارق على موقع فيلمافينيتي (الإسبانية)
- الرهينة المارق على موقع قاعدة بيانات الفيلم (الإنجليزية)
- الرهينة المارق على موقع ليتربوكسد (الإنجليزية)
- الرهينة المارق على موقع كينوبويسك (الروسية)